# Apostel von Buchau
Der Apostel von Buchau ist – entgegen der in der Literatur stets geäußerten Vermutung – nicht der bekannteste Bürgermeister der Freien Reichsstadt Buchau Daniel Buggenheu (auch Buggenhew), sondern der Fischer Eustachius Jeger. Dieser unterschreibt auf dem Reichstag zu Speyer den Reichsabschied als letzter der Teilnehmer und Abgesandter der Stadt Bucho am Federsehe. Er ging wohl 1542 barfuß, ohne Schuhe, Strümpfe und lange Hose („barschenkelt“) als Vertreter seiner Stadt zum Reichstag nach Speyer, um die Schuhe nicht durchzulaufen und die Hose nicht abzuwetzen und damit die klamme Kasse der Reichsstadt zu schonen.
Joseph Mohn gibt das Jahr 1521 an, jedoch fand im Jahr 1521 kein Reichstag in Speyer statt. Mohn hat sich offensichtlich sowohl im Datum als auch in der Person geirrt.
 In der Zimmerischen Chronik wird berichtet, wie der Graf von Montfort, der Bruder der damaligen Äbtissin Margarete von Montfort des Reichsstifts Bad Buchau, und Johann von Naves als Reichskommissare den Apostel von Buchau in Speyer getroffen haben und wie Montfort ihn bei seiner Rückkunft nach Buchau verspottet hat, da er nicht nur barfuß nach Speyer, sondern von dort auch wieder ohne Schuhwerk und Hose zurückgekehrt sei, um diese kurz vor den Stadttoren Buchaus wieder überzustreifen. Die Reise des „Apostels“ ist ohne Zweifel auf das Jahr 1542 zu datieren, zumal ja auch Froben Christoph von Zimmern erst 1519 geboren wurde und 1541–42 in Speyer war.
Auch soll die spanische Palastwache dem „Apostel von Buchau“ wegen seines komischen Aussehens zuerst den Zutritt verwehrt, dann aber schließlich den Zutritt zum Reichstag gewährt haben.
Den Beinamen „Apostel“ bekam Eustachius Jeger durch den lateinischen Ausspruch per pedes Apostolorum (zu Fuß wie die Apostel), der gebraucht wurde, wenn jemand zu Fuß unterwegs war, und auch noch heute in der Abkürzung per pedes gebräuchlich ist.
Die Geschichte des „Apostels von Buchau“ ist in der „Zimmerischen Chronik“ im Original nachzulesen:

„Neben andern gueten schwenken, die sich uf disem reichstag zutruegen, war, das die von Buchen am Federsee, nachdem es auch ein reichstatt soll sein und ist, verwun dern wolt, was doch uf dem reichstag solt tractiert und gehandelt werden, darauf sie so ernstlich waren erfordert worden. Nun hetten sie aber zuvor uf mertails reichstägen durch ander stet sich verdretten lassen, das iren keiner in langen jaren uf kein reichstag nie kommen war. Derhalben in sollichem grosen verwundern und verlangen do erwelten sie iren burgermaister von Buchen, ein vischer seins handtwerks, und seitmals die stat Buchen nit sonders in einem vermegen, do wolt der guet man, weil der persönlichen uf gemainer stat costen hinab geen Speir solte verraisen und auch zu sehen und hören, wie es zugieng und was man doch handlete, auch seines erachtens kein vergebenlichen oder notwendigen uncosten uftreiben, macht sich derhalben zu fueß uf den weg, a beau pied sens lance, und' kam also per pedes geen Speir uf den reichstag geritten. Da zaicht er sich nur gleich bei der andern reichstetten gesanten an nach laut seins bevelchs. Die wolten sich seiner und seiner herren von Buchen einfalt zu krank lachen, gleichwol das nit in seiner gegenwürte beschach, und dieweil dieses gesanten comitatus hin und wider under den stenden erschall, do ward er nur der apostel genannt, dieweil er sein botschaft und befelch nur zu fueß ußrichten thette. Und wiewol graf Haug von Montfort, dessgleichen Johan Naveau odes Naves von Messanz kaiser Carls comissari waren, nachdem als sich der reichstag so lang verzoge, do raiset grave Haug hiezwischen heim, underweilen auch zu seiner schwester, der abtissin von Buchen. Begab sich, demnach der apostel oder gesandter von Buchen ein zeitlang wer zu Speir gewest, da nammen die andern stet seinen gewalt von ime, mit dem vertrösten, sie welten seine herren in allweg verdretten, erlaupten dem gueten man, das er nur widerumb haimzüge, dann sie wol sahen, das er zu disen sachen ganz ungeiebt. Also raiset mein gueter burgermaister widerumb heim. One geferdt des tags, do er heim kompt, ist grave Haug zu Buchen; der sahe den burgermaister in die stat geen allain, auch het er die stimpf oder underhosen abgezogen, gieng also barschenkelt, het gleichwol seine schuch wider angelegt und die hosen über die achseln geschlagen. Graf Haug kant ine wol, sprach ine an und markt an seinen reden sovil, das er früe genug zum beschluß des reichstags komen mechte.“